# 乌兹别克斯坦索姆库邦
索姆库邦是乌兹别克斯坦曾使用过的一种货币。乌兹别克斯坦1993年11月12日决定发行索姆库邦为并行货币，与该国自1961年开始使用的苏联卢布一起等价流通，并于11月15日正式开始发行，以保护本国货币市场。该系列纸币由英国哈里森父子公司印制。
1994年7月1日，乌兹别克斯坦发行本国的正式货币索姆，以1：1000的比率收兑索姆库邦。1994年8月1日，索姆库邦完全退出流通。

## 历史
像前苏联其他很多的加盟国一样，乌兹别克斯坦在独立后仍是卢布区国家，继续原苏联的法定货币苏联卢布和俄罗斯后来发行俄罗斯卢布。1993年7月26日，俄罗斯进行货币改革，发行新版俄罗斯卢布，原苏联卢布和旧俄罗斯卢布被废止。很多原加盟国在此之前就已经有了本国货币，一些国家则选择继续使用1993年之前的卢布，还有一些选择同时使用新俄罗斯卢布和1993年前旧卢布。乌兹别克斯坦属于最后一种，同时流通新旧卢布。
1993年11月15日，乌兹别克斯坦发行了本国货币索姆库邦，等价收兑旧卢布。索姆库邦没有发行辅币，而且只发行了纸币，发行的面额有1、3、5、10、25、50、100、200、500、1000、5000和10000索姆。由于它本来就是一种过渡货币，所以设计上比较简单。所有面额钞票的正面都印有乌兹别克斯坦国徽，背面都印有撒马尔罕的雷基斯坦谢勒多尔经学院。各钞票仅在颜色和面额上存在不同。

## 票样
| 票样                                       | 票样 | 面额 （索姆） | 尺寸 （mm） | 主色调    | 票面描述                       | 票面描述                                   | 票面描述 |
| 正面                                       | 背面 | 面额 （索姆） | 尺寸 （mm） | 主色调    | 正面                           | 背面                                       | 水印     |
| ------------------------------------------ | ---- | ------------- | ----------- | --------- | ------------------------------ | ------------------------------------------ | -------- |
|                                            |      | 1             | 120×61      | 蓝色 灰色 | 国徽、国号、面额、序列号、年份 | 撒马尔罕雷吉斯坦廣場的谢勒多尔经学院、面额 | 花饰     |
|                                            |      | 3             | 120×61      | 绿色      | 国徽、国号、面额、序列号、年份 | 撒马尔罕雷吉斯坦廣場的谢勒多尔经学院、面额 | 花饰     |
|                                            |      | 5             | 120×61      | 紫色      | 国徽、国号、面额、序列号、年份 | 撒马尔罕雷吉斯坦廣場的谢勒多尔经学院、面额 | 花饰     |
|                                            |      | 10            | 120×61      | 红色      | 国徽、国号、面额、序列号、年份 | 撒马尔罕雷吉斯坦廣場的谢勒多尔经学院、面额 | 花饰     |
|                                            |      | 25            | 120×61      | 碧绿色    | 国徽、国号、面额、序列号、年份 | 撒马尔罕雷吉斯坦廣場的谢勒多尔经学院、面额 | 花饰     |
|                                            |      | 50            | 144×69      | 粉红色    | 国徽、国号、面额、序列号、年份 | 撒马尔罕雷吉斯坦廣場的谢勒多尔经学院、面额 | 棉花图案 |
|                                            |      | 100           | 144×69      | 黑色 蓝色 | 国徽、国号、面额、序列号、年份 | 撒马尔罕雷吉斯坦廣場的谢勒多尔经学院、面额 | 棉花图案 |
|                                            |      | 200           | 144×69      | 淡紫色    | 国徽、国号、面额、序列号、年份 | 撒马尔罕雷吉斯坦廣場的谢勒多尔经学院、面额 | 棉花图案 |
|                                            |      | 500           | 144×69      | 桔黄色    | 国徽、国号、面额、序列号、年份 | 撒马尔罕雷吉斯坦廣場的谢勒多尔经学院、面额 | 棉花图案 |
|                                            |      | 1000          | 144×69      | 褐色      | 国徽、国号、面额、序列号、年份 | 撒马尔罕雷吉斯坦廣場的谢勒多尔经学院、面额 | 棉花图案 |
|                                            |      | 5000          | 144×69      | 蓝色      | 国徽、国号、面额、序列号、年份 | 撒马尔罕雷吉斯坦廣場的谢勒多尔经学院、面额 | 棉花图案 |
|                                            |      | 10 000        | 144×69      | 桔红色    | 国徽、国号、面额、序列号、年份 | 撒马尔罕雷吉斯坦廣場的谢勒多尔经学院、面额 | 棉花图案 |
| 这些图片是以每1像素表示1毫米的比例显示的。 |      |               |             |           |                                |                                            |          |